# Ultimate dans le monde
L’ultimate, se pratique sur l’ensemble de la planète sous l’égide de la Fédération mondiale de disque-volant (WFDF). Les continents sont chapeautés par des confédérations, comme la Fédération européenne de disque-volant (EFDF) en Europe.
Cette discipline est souvent à l'état embryonnaire dans de nombreux pays, où il n'existe pas encore de championnat national. 
En compétition international, il existe les Championnats du monde d'ultimate des clubs, les Championnats du monde d'ultimate des nations, ainsi que la participation aux Jeux mondiaux.

## Membres de plein droit

### Europe
| Pays        | Fédération nationale                                  | Équipe nationale                 | Championnat national |
| Allemagne   | Deutscher Frisbeesport-Verband e.V.                   | Équipe d'Allemagne d'ultimate    | Championnat          |
| Autriche    | Österreichischer Frisbeesportverband                  | Équipe d'Autriche d'ultimate     | Championnat          |
| Biélorussie | Алимат фрисби в Беларуси                              | Équipe de Biélorussie d'ultimate | Championnat          |
| Belgique    | Belgian Flying Disc Federation                        | Équipe de Belgique d'ultimate    | Championnat          |
| Croatie     | Frisbee Association of Croatia                        | Équipe de Croatie d'ultimate     | Championnat          |
| Danemark    | Dansk Frisbee Sport Union                             | Équipe du Danemark d'ultimate    | Championnat          |
| Tchéquie    | Česká asociace létajícího disku                       | Équipe de Tchéquie d'ultimate    | Championnat          |
| Estonie     | Estonian Flying Disc Federation                       | Équipe d'Estonie d'ultimate      | Championnat          |
| Espagne     | Federación Española de Disco Volador                  | Équipe d'Espagne d'ultimate      | Championnat          |
| Finlande    | Suomen Liitokiekkoliiton                              | Équipe de Finlande d'ultimate    | Championnat          |
| France      | Fédération flying disc France                         | Équipe de France d'ultimate      | Championnat          |
| Hongrie     | Magyar Frizbi Szövetség                               | Équipe de Hongrie d'ultimate     |                      |
| Irlande     | Irish Flying Disc Association                         |                                  |                      |
| Islande     | Frisbííþróttasamband Íslands                          |                                  |                      |
| Israël      | The Israeli Flying Discs Association                  |                                  |                      |
| Italie      | Federazione Italiana Flying Disc                      |                                  |                      |
| Lettonie    | Latvijas frisbija federācija                          |                                  |                      |
| Lituanie    | Fédération de Lituanie de disque-volant               |                                  |                      |
| Luxembourg  | Luxembourg Flying Disc Federation                     |                                  |                      |
| Norvège     | Disksport Norge                                       |                                  |                      |
| Pays-Bas    | Nederlandse Frisbee Bond                              |                                  |                      |
| Pologne     | Polskie Stowarzyszenie Graczy Ultimate                |                                  |                      |
| Portugal    | Federação Portuguesa de Ultimate e Desportos de Disco |                                  |                      |
| Royaume-Uni | UK Ultimate                                           |                                  |                      |
| Russie      | Fédération russe de disque-volant                     |                                  |                      |
| Slovaquie   | Fédération de Slovaquie de disque-volant              |                                  |                      |
| Slovénie    | Fédération de Slovénie de disque-volant               |                                  |                      |
| Suède       | Swedish Frisbeesport Federation                       |                                  |                      |
| Suisse      | Swiss Disc Sports                                     |                                  |                      |
| Ukraine     | Fédération ukrainienne de disque-volant               |                                  |                      |

### Amérique
| Pays                   | Fédération nationale                                               | Équipe nationale              | Championnat national |
| Argentine              | Asociación de Deportes del Disco Volador de la Republica Argentina | Équipe d'Argentine d'ultimate | Championnat          |
| Brésil                 | Federação Paulista de Disco                                        | Équipe du Brésil d'ultimate   | Championnat          |
| Canada                 | Ultimate Canada                                                    | Équipe du Canada d'ultimate   | Championnat          |
| Colombie               | Asociación de Jugadores de Ultimate en Colombia                    | Équipe de Colombie d'ultimate | Championnat          |
| Costa Rica             | Costa Rican Ultimate Frisbee Team                                  |                               |                      |
| États-Unis             | USA Ultimate                                                       |                               |                      |
| Mexique                | Asociación Mexicana de Disco Volador                               |                               |                      |
| Panama                 | Asociación de Ultimate - Frisbee de Panamá                         |                               |                      |
| République dominicaine | Asociación Dominicana de Jugadores de Ultimate                     |                               |                      |
| Venezuela              | Venezuelan Ultimate Association                                    |                               |                      |

### Asie
| Pays           | Fédération nationale                   | Équipe nationale                  | Championnat national |
| Chine          | Ultimate Association of China          | Équipe de Chine d'ultimate        | Championnat          |
| Corée du Sud   | Korea Ultimate Players Association     | Équipe de Corée du Sud d'ultimate | Championnat          |
| Hong Kong      | Hong Kong Ultimate Players Association | Équipe de Hong Kong d'ultimate    | Championnat          |
| Inde           | Flying Disc Federation of India        |                                   |                      |
| Indonésie      | Indonesian Ultimate Discindo           |                                   |                      |
| Japon          | Japan Flying Disc Association          | Équipe du Japon d'ultimate        | Championnat          |
| Malaisie       | Malaysia Ultimate                      | Équipe de Malaisie d'ultimate     | Championnat          |
| Philippines    | Philippine Ultimate Association        | Équipe des Philippines d'ultimate | Championnat          |
| Singapour      | Singapore Ultimate Players Association |                                   |                      |
| Taipei chinois | Chinese Taipei Flying Disc Association |                                   |                      |

### Afrique
| Pays           | Fédération nationale                    | Équipe nationale                   | Championnat national |
| Afrique du Sud | South African Flying Disc Association   | Équipe d'Afrique du Sud d'ultimate | Championnat          |
| Tanzanie       | Tanzanian Flying Disc Association       |                                    |                      |
| Côte d'Ivoire  | FIDF - Fédération Ivoirienne De Frisbee |                                    |                      |

### Océanie
| Membre           | Fédération nationale               | Équipe nationale              | Principales compétitions |
| ---------------- | ---------------------------------- | ----------------------------- | ------------------------ |
| Australie        | Australian Flying Disc Association | Équipe d'Australie d'ultimate | Championnat              |
| Nouvelle-Zélande | New Zealand Ultimate               |                               |                          |

## À l'état embryonnaire

### Europe
| Membre      | Fédération nationale                   | Équipe nationale | Principales compétitions |
| ----------- | -------------------------------------- | ---------------- | ------------------------ |
| Azerbaïdjan |                                        |                  |                          |
| Bulgarie    | Fédération bulgare de disque-volant    |                  |                          |
| Géorgie     | Fédération géorgienne de disque-volant |                  |                          |
| Serbie      |                                        |                  |                          |
| Turquie     |                                        |                  |                          |

### Amérique
| Membre                      | Fédération nationale                 | Équipe nationale | Principales compétitions |
| --------------------------- | ------------------------------------ | ---------------- | ------------------------ |
| Barbade                     |                                      |                  |                          |
| Bermudes                    |                                      |                  |                          |
| Chili                       |                                      |                  |                          |
| Équateur                    |                                      |                  |                          |
| Jamaïque                    |                                      |                  |                          |
| Pérou                       |                                      |                  |                          |
| Porto Rico                  | Extreme Flydisk Ultimate Association |                  |                          |
| Uruguay                     | Ultimate Frisbee Uruguay             |                  |                          |
| Îles Vierges des États-Unis |                                      |                  |                          |

### Asie
| Membre       | Fédération nationale | Équipe nationale | Principales compétitions |
| ------------ | -------------------- | ---------------- | ------------------------ |
| Dubaï        |                      |                  |                          |
| Macao        |                      |                  |                          |
| Qatar        |                      |                  |                          |
| Thaïlande    |                      |                  |                          |
| Turkménistan |                      |                  |                          |
| Viêt Nam     |                      |                  |                          |

### Afrique
| Membre  | Fédération nationale                 | Équipe nationale | Principales compétitions |
| ------- | ------------------------------------ | ---------------- | ------------------------ |
| Égypte  | Fédération d'Égypte de disque-volant |                  |                          |
| Kenya   |                                      |                  |                          |
| Maroc   | Fédération du Maroc de disque-volant |                  |                          |
| Ouganda | Uganda Ultimate Frisbee Association  |                  |                          |